# Lijst van voetbalinterlands Grenada - Saint Kitts en Nevis
Deze lijst van voetbalinterlands is een overzicht van alle officiële voetbalwedstrijden tussen de nationale teams van Grenada en Saint Kitts en Nevis. De landen speelden tot op heden negen keer tegen elkaar. De eerste ontmoeting was een halve finale tijdens de Caribbean Cup 1997 op 10 juli 1997 in Saint George's. Het laatste duel, een kwalificatiewedstrijd voor het Wereldkampioenschap voetbal 2026, vond plaats in Basseterre op 10 juni 2025.

## Wedstrijden
| № | Plaats         | Datum            | Competitie                          | Wedstrijd                      | Uitslag |
| - | -------------- | ---------------- | ----------------------------------- | ------------------------------ | ------- |
| 1 | Saint George's | 10 juli 1997     | Caribbean Cup 1997                  | Grenada − Saint Kitts en Nevis | 1 − 2   |
| 2 | Basseterre     | 20 januari 2002  | Vriendschappelijk                   | Saint Kitts en Nevis − Grenada | 1 − 1   |
| 3 | Saint George's | 24 oktober 2010  | CONCACAF Gold Cup 2011 kwalificatie | Grenada − Saint Kitts en Nevis | 2 − 0   |
| 4 | Basseterre     | 27 maart 2011    | Vriendschappelijk                   | Saint Kitts en Nevis − Grenada | 0 − 0   |
| 5 | Saint George's | 2 april 2011     | Vriendschappelijk                   | Grenada − Saint Kitts en Nevis | 0 − 1   |
| 6 | Basseterre     | 3 december 2017  | Vriendschappelijk                   | Saint Kitts en Nevis − Grenada | 1 − 0   |
| 7 | Saint George's | 5 september 2019 | CONCACAF Nations League 2019/20     | Grenada − Saint Kitts en Nevis | 2 − 1   |
| 8 | Basseterre     | 14 november 2019 | CONCACAF Nations League 2019/20     | Saint Kitts en Nevis − Grenada | 0 − 0   |
| 9 | Bassetterre    | 10 juni 2025     | WK 2026 kwalificatie                | Saint Kitts en Nevis − Grenada | 2 − 3   |

## Samenvatting
| Competitie                     | Totaal gespeeld | Winst Grenada | Gelijk | Winst St. Kitts-Nev. | Doelsaldo Grenada – St. Kitts-Nev. |
| ------------------------------ | --------------- | ------------- | ------ | -------------------- | ---------------------------------- |
| WK-kwalificatie                | 1               | 1             | 0      | 0                    | 3 − 2                              |
| CONCACAF Gold Cup-kwalificatie | 1               | 1             | 0      | 0                    | 2 − 0                              |
| CONCACAF Nations League        | 2               | 1             | 1      | 0                    | 2 − 1                              |
| Caribbean Cup                  | 1               | 0             | 0      | 1                    | 1 − 2                              |
| Vriendschappelijk              | 4               | 0             | 2      | 2                    | 1 − 3                              |
| Totaal                         | 9               | 3             | 3      | 3                    | 9 − 8                              |

GFA · A-internationals · Bondscoaches · Statistieken · Grenediaans vrouwenelftal · Olympisch elftal
1978 – 1989 · 
1990 – 1999 · 
2000 – 2009 · 
2010 – 2019 ·
2020 − 2029
CGC 2009 · 
CGC 2011 ·
CGC 2021
Amerikaanse Maagdeneilanden ·
Andorra ·
Anguilla ·
Antigua en Barbuda ·
Aruba ·
Bahama's ·
Barbados ·
Belize ·
Bermuda ·
Britse Maagdeneilanden ·
Costa Rica ·
Cuba ·
Curaçao ·
Dominica ·
El Salvador ·
Gibraltar ·
Guatemala ·
Guyana ·
Haïti ·
Honduras ·
Jamaica ·
Kaaimaneilanden ·
Montserrat ·
Nederlandse Antillen ·
Noorwegen ·
Panama ·
Puerto Rico ·
Qatar ·
Rusland ·
Saint Kitts en Nevis ·
Saint Lucia ·
Saint Vincent en de Grenadines ·
Suriname ·
Taiwan ·
Trinidad en Tobago ·
Verenigde Staten
SKNFA · A-internationals · Vrouwenelftal van Saint Kitts en Nevis
1979 – 1989 · 
1990 – 1999 · 
2000 – 2009 · 
2010 – 2019 ·
2020 − 2029
Amerikaanse Maagdeneilanden ·
Andorra ·
Anguilla ·
Antigua en Barbuda ·
Armenië ·
Aruba ·
Bahama's ·
Barbados ·
Belize ·
Bermuda ·
Britse Maagdeneilanden ·
Canada ·
Costa Rica ·
Cuba ·
Curaçao ·
Dominica ·
Dominicaanse Republiek ·
El Salvador ·
Estland ·
Georgië ·
Grenada ·
Guyana ·
Haïti ·
India ·
Jamaica ·
Kaaimaneilanden ·
Mauritius ·
Mexico ·
Montserrat ·
Nicaragua ·
Noord-Ierland ·
Puerto Rico ·
Saint Lucia ·
Saint Vincent en de Grenadines ·
San Marino ·
Suriname ·
Taiwan ·
Trinidad en Tobago ·
Turks- en Caicoseilanden ·
Verenigde Staten